# Jules Houplain
Jules Houplain (4 febbraio 1998) è un attore e modello francese famoso per aver recitato nella serie televisiva Cassandre e nel film televisivo Baisers cachés.

## Biografia
Jules Houplain è nato il 4 febbraio 1998, figlio del chirurgo plastico Cyril Houplain e della conduttrice radiofonica K-tel di Skyrock.
Dopo aver frequentato dei corsi di teatro alla scuola de La Folie Théâtre, e poi dal 2016 alla scuola Franck Cabot-David, Houplain ha iniziato la sua carriera di attore nel 2014 interpretando Luis nel film We Were Young - Destinazione Paradiso di Philippe Guillard. Dal 2015 al 2017, ha interpretato Jules, il turbolento figlio del commissario Cassandre nell'omonima serie televisiva.
Jules Houplain si è rivelato al grande pubblico interpretando il ruolo di Louis nel film televisivo Baisers cachés di Didier Bivel trasmesso su France 2 in occasione della Giornata internazionale contro l'omofobia, la bifobia e la transfobia 2016 e quello di Yann, un altro adolescente omosessuale, nella miniserie televisiva Les Innocents, successo del pubblico su TF1, dall'11 al 25 gennaio 2018. In Prêtes à tout, film televisivo trasmesso il 14 marzo 2018 su France 2 in prima serata durante la trasmissione La soirée continue dedicata ai problemi di droga, Houplain ha questa volta interpretato un giovane trafficante.

## Filmografia

### Cinema
- We Were Young - Destinazione Paradiso (On voulait tout casser), regia di Philippe Guillard (2015)
- Taro, regia di Franck Marchal - cortometraggio (2016)
- Il mio profilo migliore (Celle que vous croyez), regia di Safy Nebbou (2019)
- C'est de la Frénésie, regia di Quentin Kwiatkowski - cortometraggio (2019)
- La Tour, regia di Guillaume Nicloux (2022)

### Televisione
- Baisers cachés, regia di Didier Bivel – film TV (2016)
- On l'appelait Ruby, regia di Laurent Tuel – film TV (2017)
- Prêtes à tout, regia di Thierry Petit – film TV (2017)
- Cassandre (Cassandre) – serie TV, 6 episodi (2015-2017)
- Les Innocents, regia di Jarl Emsell Larsen – miniserie TV (2018)
- Capitaine Marleau – serie TV, 1 episodio (2018)
- D'un monde à l'autre, regia di Didier Bivel – film TV (2019)
- Itinéraire d'une maman braqueuse, regia di Alexandre Castagnetti – film TV (2019)
- ConneXion intime, regia di Renaud Bertrand – film TV (2019)
- La Promesse, regia di Laure de Butler – miniserie TV (2021)
- Police de Caractères – serie TV, 4 episodi (2020-2022)
- L'école de la vie – serie TV, 2 episodi (2021)
- Morgane - Detective geniale (HPI: Haut Potentiel Intellectuel) – serie TV, 1 episodio (2021)
- Universi paralleli (Parallels) – serie TV, 6 episodi (2022)
- Parents à perpétuité, regia di Safy Nebbou – film TV (2024)

## Riconoscimenti
- 2019 – Luchon International Film Festival
  - Miglior giovane attore per D'un monde à l'autre

## Doppiatori italiani
Nelle versioni in italiano delle opere in cui ha recitato, Jules Houplain è stato doppiato da:
- Mirko Cannella in Police de Caractères, Universi paralleli